# Peter C. Whybrow
Peter C. Whybrow (* 1939) ist ein US-amerikanischer Professor der Psychiatrie und biologisch begründeten Verhaltenswissenschaften.

## Werdegang
Er war Vorsitzender der psychiatrischen Fakultät an der Universität von Pennsylvania und ist Direktor des Neuropsychiatrischen Instituts der Universität von Kalifornien, Los Angeles, das 2005 in Jane and Terry Semel Institute for Neuroscience and Human Behavior umbenannt wurde. 2005 veröffentlichte Whybrow den Bestseller „American Mania: When More Is Not Enough“, in dem er die neurotische Gier in der amerikanischen Bevölkerung analysierte. In Deutschland erschien das Buch 2007 beim Vedra Verlag unter dem Titel „Wenn mehr nicht genug ist – Analyse einer gierigen Gesellschaft“.

## Werke (Auswahl)
- Winterschlaf. Warum wir uns in der grauen Jahreszeit lustlos, unausgeglichen und zu dick fühlen und was wir dagegen tun können. Rowohlt, Reinbek bei Hamburg 1992, ISBN 3499191318
- Psychosomatic Medicine. Current Trends and Clinical Applications. Oxford University Press, New York 1977
- Wenn mehr nicht genug ist. Analyse einer gierigen Gesellschaft. Vedra Verlag, München 2007, ISBN 3939356182